# St. Georgen (Dießen am Ammersee)
St. Georgen ist ein Ortsteil der Marktgemeinde Dießen am Ammersee und eine Gemarkung im oberbayerischen Landkreis Landsberg am Lech.

## Geschichte
Nach einer Legende soll bereits 815 ein Graf Rathard in St. Georgen ein Kloster gegründet haben, das von den einfallenden Ungarn 955 zerstört und anschließend im 11. Jahrhundert wiedererrichtet wurde. Im Jahr 1132 verlegten Otto und Berchtold von Dießen das Kloster an die heutige Stelle, außerhalb des eigentlichen Ortes.
Durch die Schenkung Graf Heinrichs von Dießen-Andechs fiel St. Georgen 1157 an das Kloster Dießen und blieb bis zur Säkularisation 1803 Bestandteil der Klosterhofmark.
Im Zuge der Gemeindeedikte entstand 1808/18 die Gemeinde St. Georgen mit den Ortsteilen St. Georgen, Hofmarksgasse, Wengen, Bischofsried, Seehof und Ziegelstadl. Im Jahr 1889 zählte die Gemeinde 190 Anwesen. Die Volkszählung von 1939 ergab eine Bevölkerung von 1345 Personen, von diesen waren 517 in der Landwirtschaft tätig.
Weitere wichtige Erwerbszweige waren die reichen Ton-, Lehm- und Kalklager und die damit verbundene Töpferei, die bis 1906 betriebene Klosterbrauerei, ab 1884 die Spanfabrik Buz, das Georgenwerk sowie mehrere Waffenschmieden.
Die bis dahin selbstständige Gemeinde St. Georgen wurde am 1. April 1939 nach Dießen am Ammersee eingemeindet. Der Ort St. Georgen ist inzwischen mit dem Hauptort Dießen zusammengewachsen und wurde letztmals im Ortsverzeichnis 1964 als amtlich benannter Gemeindeteil aufgeführt.

### Bürgermeister 1930–39
- Georg Gröbl 1930–1933
- Winterholler 1933
- Major Frisch 1933–1936
- Stanis Schmid 1936–1939

## Sehenswürdigkeiten
In St. Georgen befindet sich die namenstiftende Kirche St. Georg. Diese war von 1132 bis 1804 Pfarrkirche für ganz Dießen, seither ist sie Filialkirche. Um 1500 entstand der noch heute bestehende spätgotische Saalbau, der 1750, wohl durch Johann Michael Fischer, nach Westen verlängert und neu ausgestattet wurde.
Die Kirche wurde außen 1980, innen 1999 und 2010 renoviert. Der ummauerte Höhenfriedhof ist die älteste Grablege von Dießen, neben dem Kirchenportal befindet sich ein Beinhaus.

## Bodendenkmäler
Siehe: Liste der Bodendenkmäler in der Gemarkung St. Georgen